# Климанов Анатолій Миколайович
Анатолій Миколайович Климанов (28 жовтня 1949, Харків — 2 березня 2009, Київ) — радянський і український боксер та тренер, бронзовий медаліст чемпіонату світу 1974, дворазовий чемпіон Європи (1973, 1975) і СРСР (1973, 1978). Заслужений майстер спорту СРСР. Заслужений тренер України.

## Спортивна кар'єра
Анатолій Климанов народився у Харкові і з 1961 року почав займатися боксом в секції при стадіоні ХТЗ. Першим тренером, який вплинув на формування Анатолія не лише як спортсмена, а і людини, став Андреєв Борис Костянтинович. Виступаючи за спортивне товариство Авангард, Климанов почав показувати хороші результати.
- 1965 року став чемпіоном Української РСР серед юнаків.
- 1967 року на Спартакіаді школярів, яка була об'єднана з чемпіонатом СРСР серед юнаків, став чемпіоном, перемігши у фіналі Руфата Рискієва (Узбецька РСР).
- 1968 року виграв молодіжний чемпіонат СРСР і отримав звання майстер спорту.
- 1969 року став чемпіоном СРСР серед молоді вдруге.

1970 року Анатолій Климанов одружився зі своєю однокласницею Ларисою, і молода сім'я переїхала до Жданова. Після переїзду тренером Анатолія став Зав'ялов Михайло Михайлович, а виступав Климанов за клуб «Азовсталь», а з 1973 року — за «ЦСКА».
- 1970 року зайняв третє місце на чемпіонаті СРСР в категорії до 71 кг.
- 1971 року зайняв вдруге третє місце на чемпіонаті СРСР в категорії до 71 кг, а потім — третє місце на Спартакіаді народів СРСР в категорії до 75 кг.

З 1968 року Анатолій Климанов входив до складу збірної СРСР. 1973 року збірна готувалася до чемпіонату Європи, але через те, що у вагову категорію до 75 кг, в якій боксував Анатолій Климанов, з напівважкої ваги опустився олімпійський чемпіон 1972 В'ячеслав Лемешев, Климанов не потрапляв у заявку. Тоді за порадою старшого тренера збірної Юрія Радоняка Анатолій скинув вагу до 71 кг і, вигравши офіційні спаринги, потрапив в заявку на чемпіонат Європи, на якому став чемпіоном.
- В 1/8 фіналу переміг Едварда Хайдена (Ірландія) — TKO 2
- У чвертьфіналі переміг Крістера Оттосона (Швеція) — 5-0
- У півфіналі переміг бронзового призера Олімпіади 1972 Петера Тіпольда (НДР) — 5-0
- У фіналі переміг срібного призера Олімпіади 1972 Веслава Рудковського (Польща) — 5-0

Того ж 1973 року Климанов став чемпіоном СРСР в категорії до 75 кг, перемігши у фіналі Руфата Рискієва.
1974 року на чемпіонаті СРСР програв у фіналі Руфату Рискієву, задовольнившись срібною медаллю. Через цю поразку на чемпіонаті світу 1974 Климанов був змушений знову боксувати в категорії до 71 кг.
- В 1/16 фіналу переміг Чарльтона Бента (Ямайка)
- В 1/8 фіналу переміг Луїса Ламадріда (Перу)
- У чвертьфіналі переміг Єжи Рибицького (Польща)
- У півфіналі програв Роландо Гарбей (Куба)

На Спартакіаді народів СРСР 1974, яка була об'єднана з чемпіонатом СРСР з боксу, Климанов програв у півфіналі Руфату Рискієву і, отримавши бронзову медаль, був змушений готуватися до виступу на чемпіонаті Європи 1975 в категорії до 81 кг. В новій для себе категорії Климанов переміг Януша Гортат (Польща), Оттомара Захсе (НДР) та Георгія Стойменова (Болгарія) з однаковим рахунком 5-0 і вдруге став чемпіоном Європи, отримавши за це звання Заслужений майстер спорту СРСР.
На Олімпійських іграх 1976 Анатолію Климанову знов довелося боксувати у категорії до 81 кг. В першому бою він переміг канадця Роджера Фортіна, а в другому програв майбутньому чемпіону Леону Спінксу (США).
1977 року зайняв друге місце на чемпіонаті СРСР в категорії до 75 кг. Двічі (1977, 1978) вигравав чемпіонат Спортивного комітету дружніх армій в категорії до 81 кг. 1978 року вдруге переміг на чемпіонаті СРСР в категорії до 81 кг, але на чемпіонат світу 1978 не потрапив і у великих міжнародних турнірах більше участі не брав.
Продовжуючи виступати за «ЦСКА», з 1979 року по 1985 рік служив на посаді начальника фізпідготовки одного з полків Групи Радянських військ у Німеччині.
Після завершення кар'єри боксера у 1982 році працював тренером.

## Тренерська діяльність
Демобілізувавшись з лав Збройних сил СРСР, Климанов працював тренером зі збірною командою України. 1992 року провів єдиний поєдинок на професійному рингу. 1993 року вів олімпійську збірну Югославії. З 1994 року до самої смерті працював тренером у клубі «Гарт» (Київ). Серед боксерів, підготовлених Климановим, чемпіонка світу з кікбоксингу Олена Твердохліб, чемпіон Європи за версією EBU Володимир Вірчіс, чемпіонка Європи, призерка чемпіонатів світу та Європи Тетяна Лебедєва.
Помер Анатолій Климанов раптово в дорозі на тренінг.